# مهرجانات تاكاياما
مهرجانات تاكاياما (高山祭 تاكاياما ماتسوري) في تاكاياما في اليابان بدأت في القرنين السادس عشر والسابع عشر. يُعتقد أن المهرجانات بدأت خلال حكم عائلة كاناموري. تاريخ المراسلات المؤرخة 1692 يضع الأصل قبل تلك الفترة بـ 40 عامًا. يُقام أحد المهرجانات في 14 و15 أبريل والآخر في 9 و10 أكتوبر.

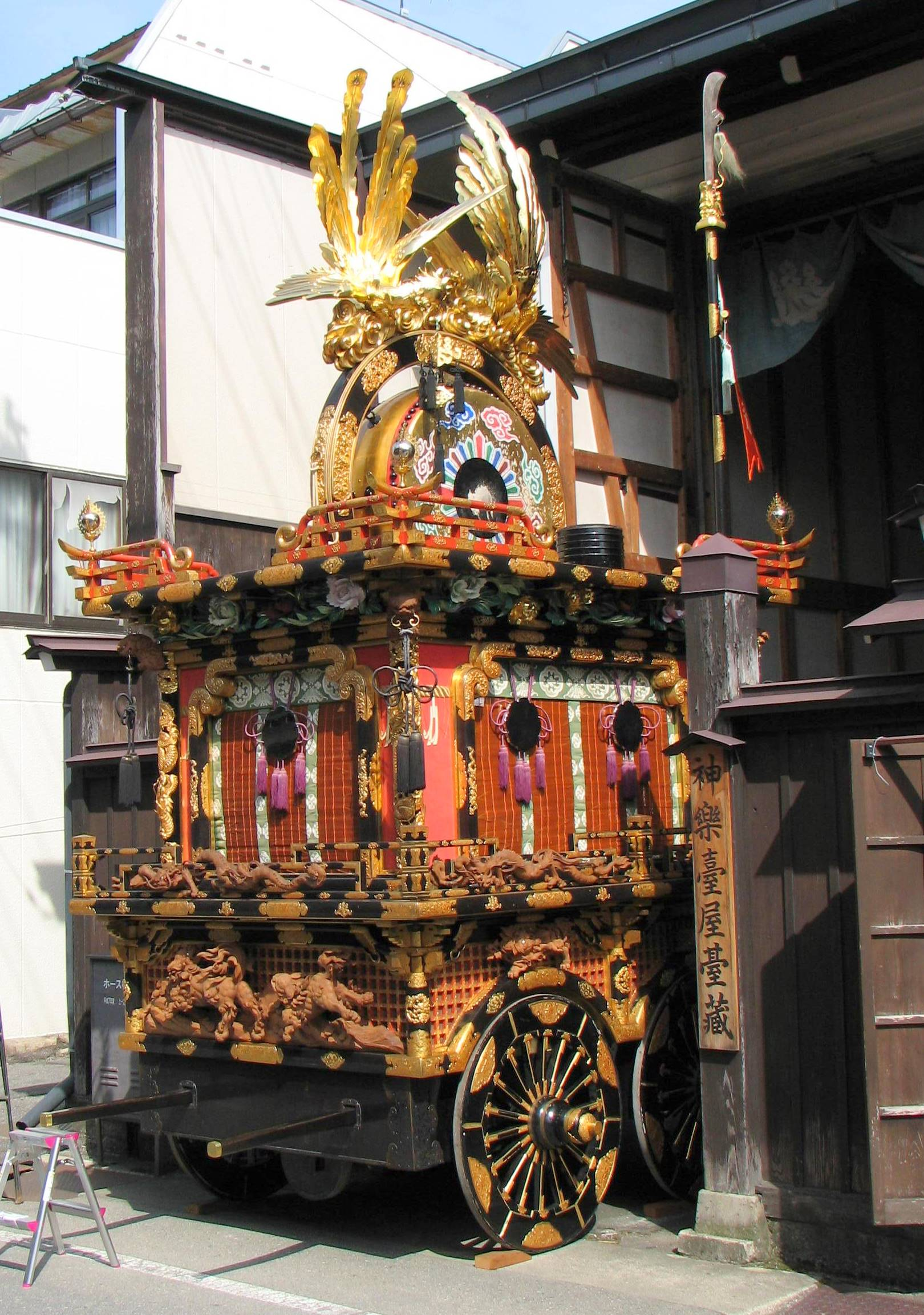
عوامة مهرجان تاكاياما

يتمحور مهرجان تاكاياما الربيع حول معبد هاي. يُعرف المعبد أيضًا باسم معبد سانو، ويُعرف المهرجان الربيع أيضًا باسم مهرجان سانو. يُقام مهرجان سانو للصلاة من أجل حصاد جيد، ومهرجان الخريف لتقديم الشكر.
يتمحور مهرجان الخريف حول معبد ساكوراياما هاتشيمان ويُشار إليه باسم مهرجان هاتشيمان. يُعقد بعد حصاد المحاصيل. يعتبر مهرجان الخريف واحدًا من أكبر ثلاثة مهرجانات في اليابان. المهرجانان الآخران هما جيون ماتسوري في كيوتو وتشيتشيبو ماتسوري.

## العوامات
تشتهر المهرجانات بالعوامات الكبيرة والزخرفية، أو yatai، التي تجوب المدينة ليلاً. تعود هذه العوامات إلى القرن السابع عشر، وتزين بنقوش معقدة من الخشب المطلي بالذهب وأعمال معدنية مفصلة، بأسلوب يشبه الفن في كيوتو خلال فترة موموياما، مع عناصر من فترة الإيدو المبكرة. يُعثر على نحت مفصل ودهان وأعمال معدنية زخرفية جميلة ليس فقط على الخارج من العوامات، ولكن أيضًا في الداخل، تحت السقف ووراء الألواح، حيث يكون العمل مفصل بشكل مدهش. وتزين العوامات أيضًا "بشكل رائع بستائر مطرزة".
"تُرصع العوامات "ياتاي" قبل الغسق، ومرة واحدة ينعتمد الظلام في المدينة في تمام الظلام المسائي، يتم إشعال ما يصل إلى 100 فانوس "تشوتشين" ‏ على كل واحدة من العوامات. تبدو زخارف العوامات الفريدة أكثر رونقًا في ظلام الليل". يتم نقل العوامات حول المدينة بواسطة الناس ولكنها عربات مع عجلات ولا يُطلب من حامليها تحمل الحمولة. تُضاء العوامات بواسطة الفوانيس التقليدية وتتم مرافقتها في جولة في المدينة بواسطة الأشخاص الذين يرتدون الكيمونو التقليدي أو "الهاكاما". تعكس كل عوامة منطقة تاكاياما التي تُمثلها. الحرفية و"Hotei tai" تحتوي على "دمى متحركة معقدة" تؤدي على الأعلى. تم تسجيل عرض الدمى باعتباره "أصل ثقافي". تُعرض العوامات الطويلة والمُزينة خلال يومي المهرجانين. وفي حالة الطقس السيئ، تُعاد العوامات إلى مخازنها. يُحفظ مهرجان تاكاياما ياتاي كايكان أربع من أصل 11 عوامة خريفية؛ بينما يتم تخزين الباقي في مخازن خاصة في جميع أنحاء المدينة عندما لا تكون في الاستخدام. في حالة الطقس السيء، تكون الأبواب الخارجية لياتاي كايكان مفتوحة ليتمكن الزوار من مشاهدتها. يتم تغيير العوامات في ياتاي كايكان عدة مرات في السنة.
يقع ياتاي كايكان في الطرف الشمالي من المدينة القديمة تاكاياما، على بعد مسافة تستغرق 15-20 دقيقة سيرًا على الأقدام من المحطة. يفتح ياتاي كايكان من الساعة 08:30 صباحًا إلى الساعة 05:00 مساءً من مارس إلى نوفمبر ومن الساعة 09:00 صباحًا إلى الساعة 04:30 مساءً من ديسمبر إلى فبراير. رسوم الدخول 840 ين.

## الدمى المتحركة
الدمى المتحركة مصنوعة من الخشب والحرير والبروكيد أو القماش المطرز. يتم تشغيلها بواسطة خيوط وقضبان دفع من داخل الياتاي. "مسرحيات الدمى الكاراكوري (الميكانيكية) المؤداة على خشبة المسرح رائعة". الدمى مثل الياتاي تمثل الحرفيين الماهرين في المنطقة. الدمى الثلاث "على هوتي تاي (إله الحظ)" تتطلب تسعة مدرسين للدمى للتلاعب بالأوتار الـ 36 التي تجعل الدمى تتحرك بطريقة تشبه الحياة، بحركات الإيماءات والدوران وحركات أخرى. مشكلة مع الدمى هي الأجزاء اللازمة لإصلاحها. الزنبركات في الدمى مصنوعة من بالين الحوت الأيمن ولا يمكن استبدالها بزنبركات فولاذية أو بالينات حيتان أخرى. المواد الأخرى المستخدمة في صنع الزنبركات لا يمكن أن تكرر حركات الزنبركات المصنوعة من بالين الحوت الأيمن.

## روابط خارجية
قالب:فئة كومنز
- مهرجان تاكاياما ماتسوريهيئة الإذاعة اليابانية(فيديو)
- الموقع الرسمي لتاكاياما (بالإنجليزية: {{{1}}})‏
- دليل تاكاياما (بالإنجليزية: {{{1}}})‏
- العودة في الزمن في تاكاياما (بالإنجليزية: {{{1}}})‏
- قالب:ويكي مسار (بالإنجليزية: {{{1}}})‏
- دليل سفر غيفو (بالإنجليزية: {{{1}}})‏
- تقاطعات غيفو (مدونة حول السياحة في غيفو) (بالإنجليزية: {{{1}}})‏